# Stadionul Romcomit
Stadionul Romcomit a fost un stadion de fotbal situat în București, în zona în care se află acum Opera Română și Facultatea de Drept.
Stadionul făcea parte dintr-un complex sportiv aparținând Băncii Comerciale Româno-Italiene, complex care mai conținea și un bazin de înot, terenuri de tenis, sală de box și de scrimă. Construcția a început în 1922, iar stadionul a fost inaugurat în anul 1923. Pe acest stadion și-a desfășurat activitatea echipa Romcomit având ca președinte și fondator pe Ettore Brunelli, iar începând din 1924 echipa Juventus București, care a rezultat prin fuziunea Romcomit cu Triumf.
Pe stadionul Romcomit s-au desfășurat primele meciuri în nocturnă din România, la 13 și 14 septembrie 1933. Este vorba de două meciuri amicale susținute de echipa Ujpest Budapesta cu CFR București (actuala Rapid), respectiv cu Venus București. Instalația de nocturnă era una rudimentară, constând din câteva becuri agățate pe 9-10 fire întinse deasupra terenului la 10-12 metri înălțime. Conform descrierii lui Ioan Chirilă din cartea "Glasul roților de tren", la unele degajări mai înalte, mingea se pierdea în întuneric sau lovea din întâmplare unul dintre becuri. Atunci când se întâmpla asta, becurile erau înlocuite la pauză de un angajat al stadionului, folosind o scară de zugrav.
Stadionul a fost demolat la începutul anului 1934 din dispoziția regelui Carol al II-lea, chiar în sezonul în care Juventus promovase în „A", pentru a construi în acest loc “Cetatea Universitară”, complexul studențesc de astăzi, situat lângă Facultatea de Drept.